# Parc régional de l'Appia antica
Le parc régional de l'Appia antica est une zone protégée créée en 1988 par la région du Latium située au sud est de Rome le long de la Voie Appienne. Le territoire du parc couvre une superficie de 4 580 hectares, ce qui en fait le plus grand espace vert d'Europe,,,. Il constitue un « poumon vert » entre le centre historique de Rome et les monts Albains.

## Description
Il protège les vestiges les plus importants de l'Ager romanus, que ce soit du point de vue historique, archéologique ou paysager. Il comprend la via Appia antica et ses environs sur une distance de 16 kilomètres (y compris la villa des Quintili), la vallée de la Caffarella (200 hectares), les zones archéologiques des parcs des  Aqueducs (240 hectares), de Tor Fiscale, et des tombes de la via Latina, ainsi que les Tenuta di Tor Marancia (220 hectares).
Les limites sont au nord le mur d'Aurélien, à l'ouest la via Ardeatina et la ligne de chemin de fer Rome-Cassino-Naples, à l'est les quartiers Appio-Latino, Appius Claudius et de la via Appia Nuova, tandis qu'au sud le parc est délimité par les centres d'habitation modernes de Sur et Santa Maria delle Mole.
En plus des sites de la Rome antique, le parc régional comprend ou borde de nombreux sites religieux et autres points d’intérêt, notamment :
- Église de Domine Quo Vadis
- Basilique Saint-Sébastien-hors-les-Murs et Catacombes de San Sebastiano
- Église Sant’Urbano alla Caffarella
- Grottes Ardéatines : site du massacre de citoyens romains par les Allemands pendant la Seconde Guerre mondiale.
- Catacombes de Domitilla
- Catacombe de Calixte
- Vigna Randanini (en) (catacombe juive)

Depuis août 2013, le Commissaire de l'institution est Mario Tozzi, géologue et membre du conseil scientifique du WWF.

## L'histoire
L'idée d'un grand parc archéologique entre le Forum Romain et les Castelli Romani émerge pour la première fois au cours de la période du Premier Empire. Cependant, le pape Pie IX a été le premier à intervenir sur le site archéologique, mission qu'il a confiée à Luigi Canina. Après l'Unité italienne, Rodolfo Lanciani, Guido Baccelli et Ruggero Bonghi lancent des projets pour récupérer la zone, dont les effets sont toutefois limitées à une Promenade archéologique (aujourd'hui, viale delle Terme di Caracalla).

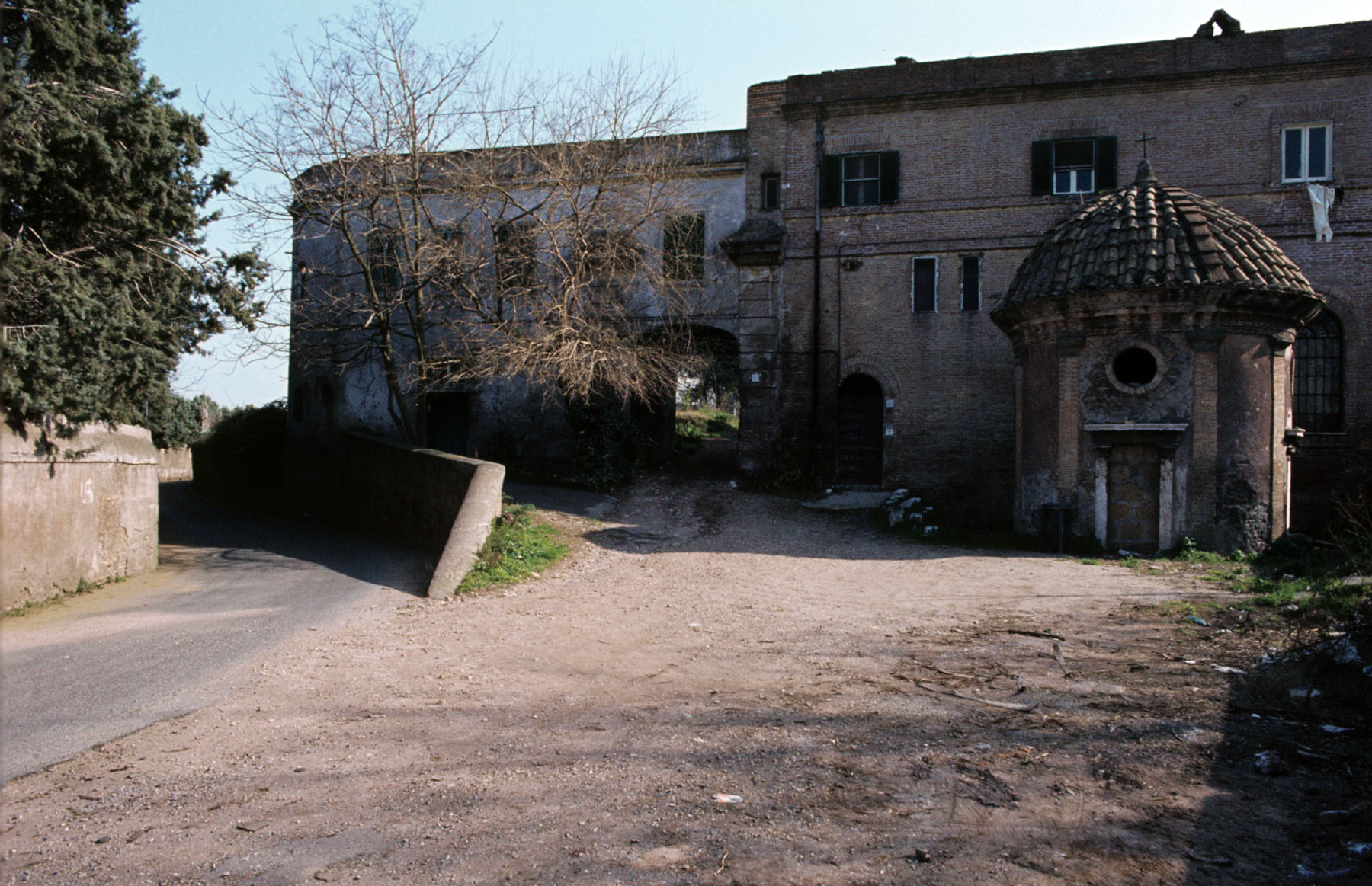
Près du carrefour avec l'Appia Antica, à droite le tombeau du cardinal Reginald Pole à gauche de l'entrée de la via della Caffarella

En 1931, le Plan régulateur prévoit de faire de l'Appia Antica un « grand parc », entouré par une « zone de respect ». Cependant dès la fin de la Seconde Guerre mondiale, la zone est constamment sous la menace d'être submergée par le béton et la construction de logements et structures sportives à faible distance des monuments. De plus des opérations de constructions illégales se sont poursuivies. Enfin, la réalisation du « Grande raccordo anulare» a coupé en deux la route au niveau du septième kilomètre, jusqu'à la création de la galerie souterraine, à l'occasion du Jubilé de l'an 2000.

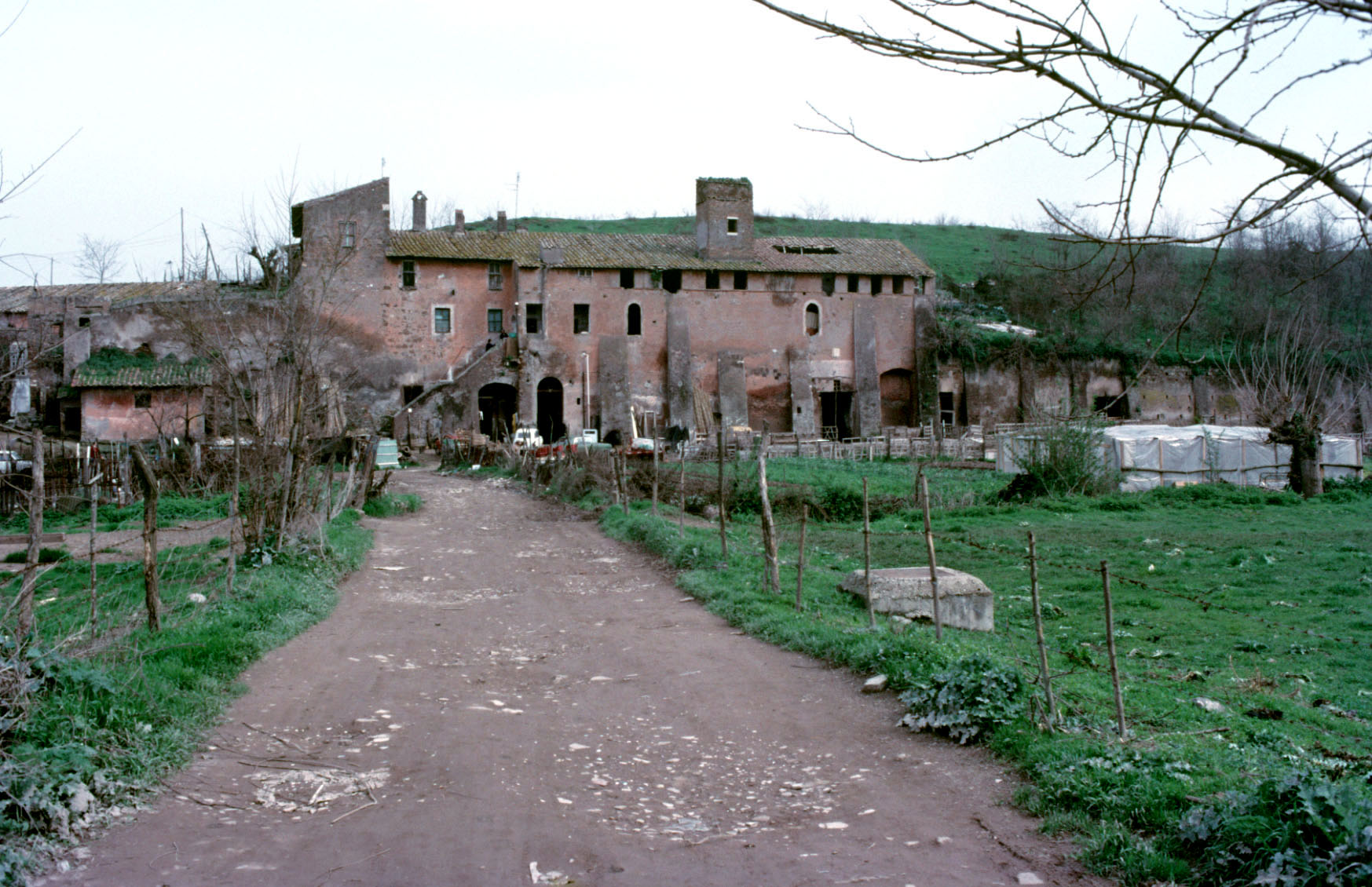
Casale Vaccareccia dans la vallée de la Caffarella, construction de 1547

À la fin des années 1950 Antonio Cederna et l'association Italia Nostra ont commencé une longue bataille pour la préservation de la Via Appia, impliquant de plus en plus l'opinion publique, jusqu'à ce qu'en 1988 la région approuve définitivement la création du Parc régional. En 2002, le Parc a été élargi avec l'acquisition définitive de la Tenuta de Tor Marancia.
Le territoire du parc est resté à 95 % privé : 40 % appartient encore aux antiques domaines de l'aristocratie romaine, 25 % à des sociétés, 21 % à de petits propriétaires terriens et 10 % aux institutions religieuses. Le domaine public comprend seulement 5 % du total, dont 2 % de domaine communal, 2 % à l'État à titre historique-artistique, et 1 % au domaine militaire.

## Organisation

### Directeur du Parc archéologique

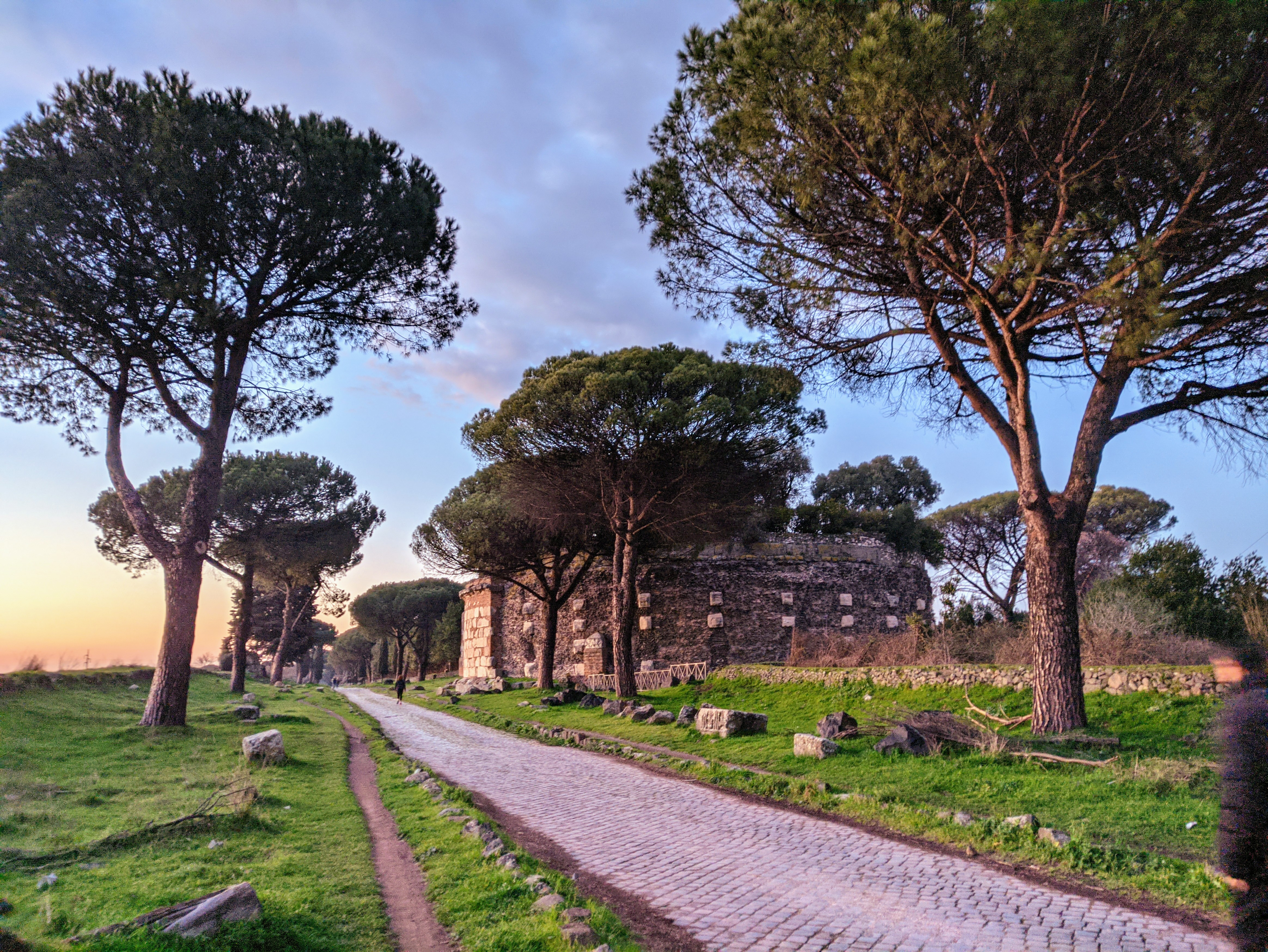
Parc régional de l'Appia Antica, près de.

La « reine des routes » avait déjà près de quatre cents ans d’existence lorsque Stace lui décerna, au Ier siècle dans ses Silves (ou Impromptus sont des poèmes de circonstance), ce titre judicieusement repris par l’Unesco pour inscrire, le 27 juillet 2024, la « via Appia, regina viarum », sur la liste du patrimoine mondial. 
Une reconnaissance en forme d’évidence pour Simone Quilici, directeur du Parc archéologique de l’Appia Antica, fondé en 2016, qui souligne la particularité de cette « œuvre unique au monde, non seulement comme infrastructure romaine pionnière mais aussi par ses conséquences historiques immenses : liaison des côtes tyrrhénienne, ionienne et adriatique, ouverture d’une précieuse artère commerciale avec la Grèce, l’Orient, l’Afrique, création d’un trait d’union culturel vital entre Rome et le cœur de la Méditerranée antique ».

### Récupération et réutilisation de l'ex-Cartiera Latina
Le long des rives de l'Almone, vers le carrefour avec l'Appia Antica, se sont établis depuis longtemps des activités de production  ayant comme dénominateur commun la disponibilité de l'eau courante et un accès pratique au réseau routier. Les capucins ont créé au XVIIe siècle, un moulin à foulon pour le foulage de la laine, le valca étant le bâtiment qui abrite les marteaux du moulin à foulon. Le terme a alors été employé par extension pour désigner la zone dans laquelle le courant de l'eau transite pour arriver aux moulins, ou autres machines, et le cours d'eau lui-même. Ensuite, la valca, comme Acquataccio, l'un des trois existant dans la vallée de la Caffarella, a d'abord été transformé en système de broyage, et puis, à partir de 1912, en usine de papier.
La société, unique dans son secteur à Rome, fabriquait des cartons et des livres, utilisant comme matières premières du lin et du coton. La production a continué jusqu'aux années 1950, puis la société a arrêté la production, la faillite étant devenue définitive en 1991. La machine est restée sur place, abandonnée, comme les bâtiments.
En 1997, le parc régional est enfin constitué. La municipalité de Rome a acquis le site en commençant par restaurer les bâtiments et en réaménageant la zone.

### Utilisation
Le dimanche et les jours fériés, la via Appia Antica devient piétonne, les seuls véhicules autorisés étant les vélos. La circulation automobile y est permise la semaine.

## Galerie d'images

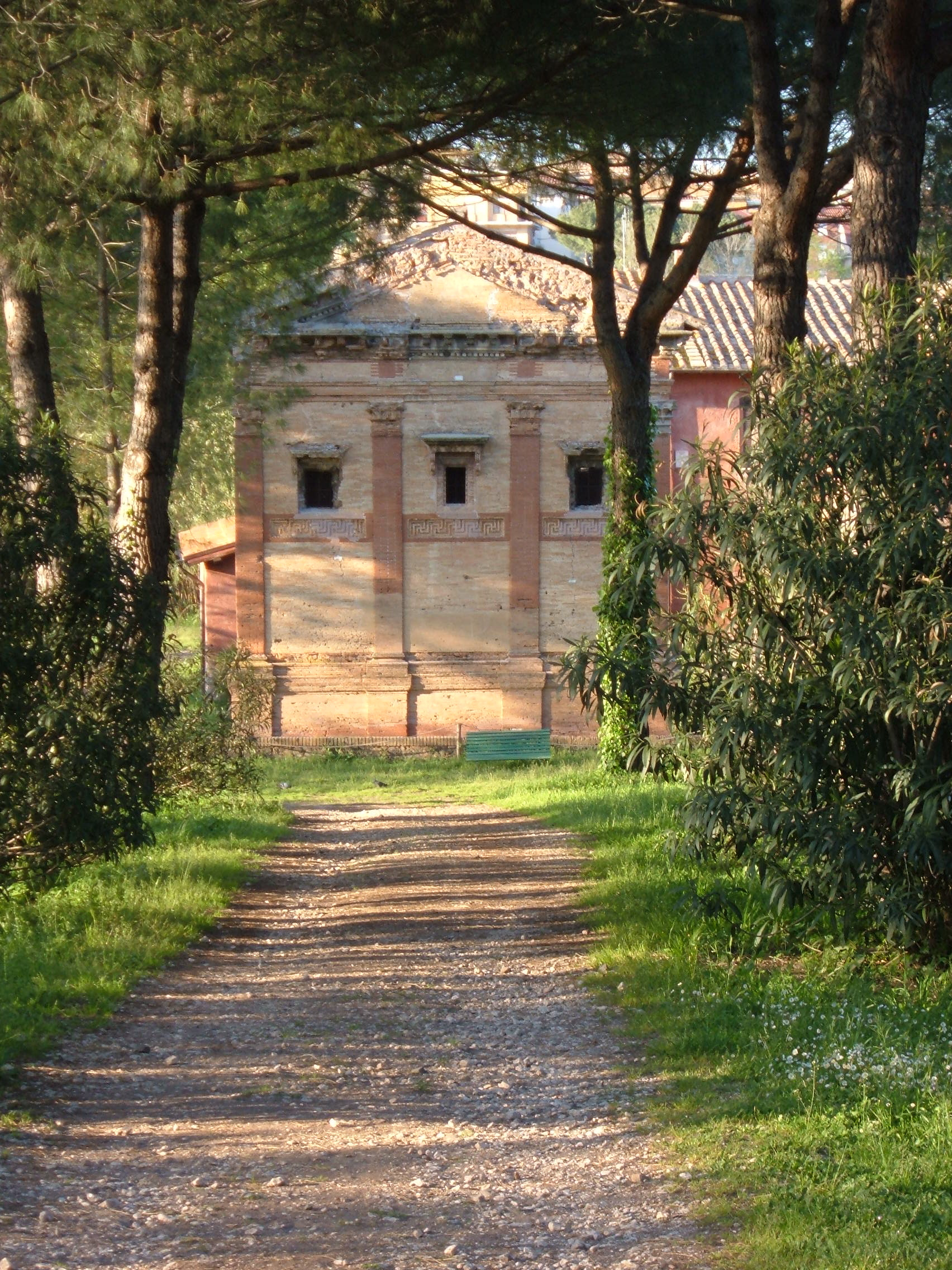
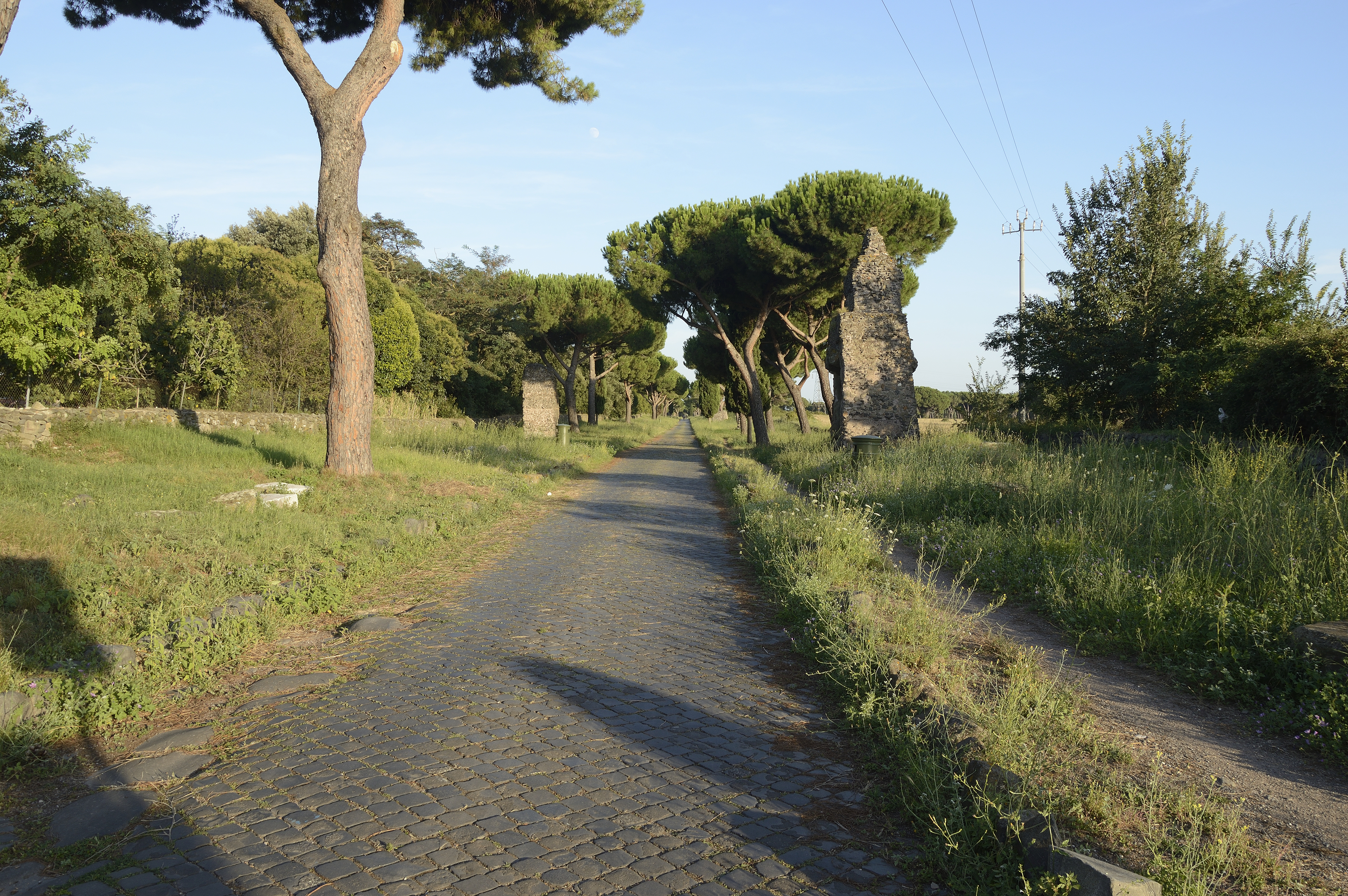
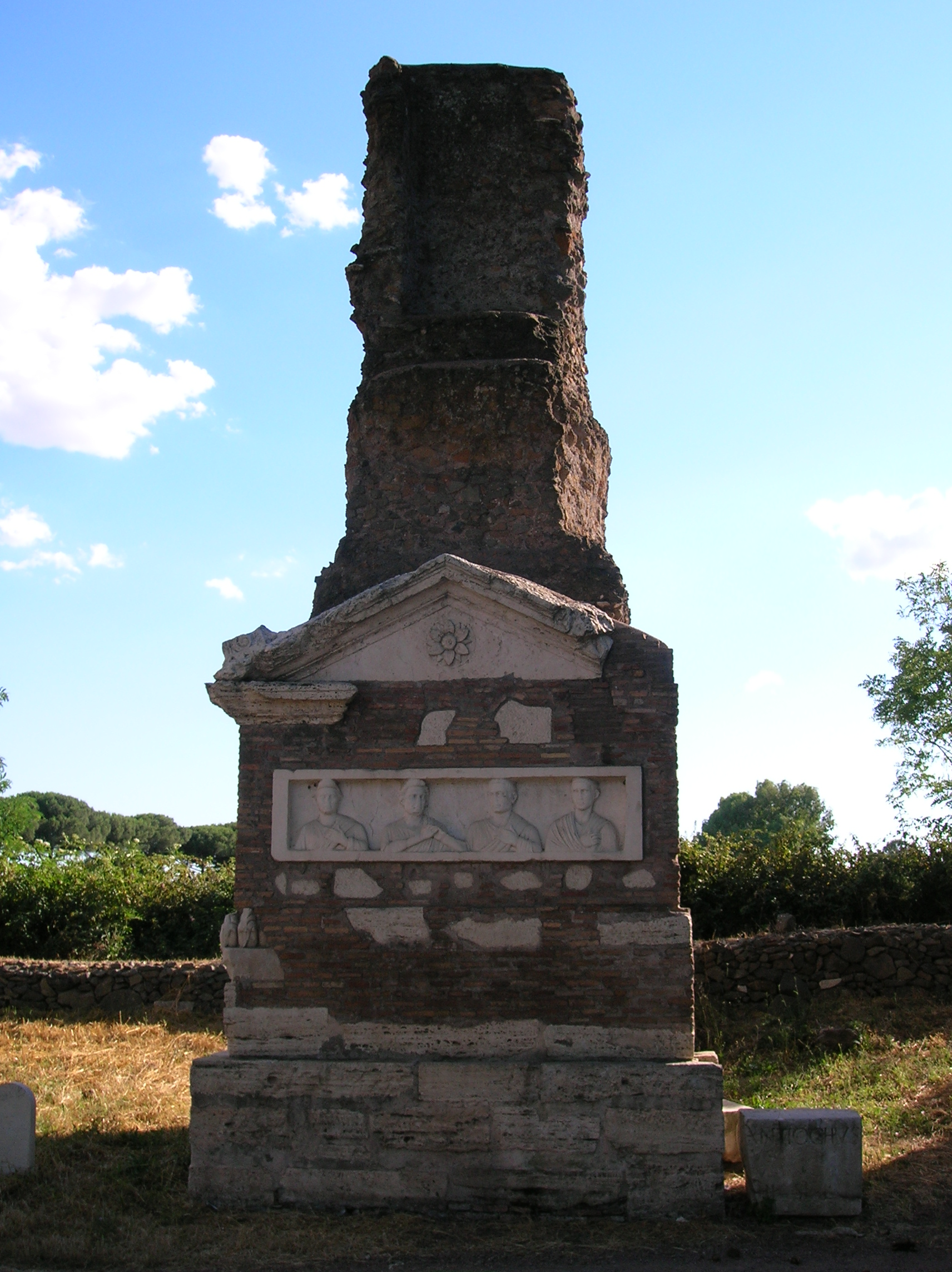
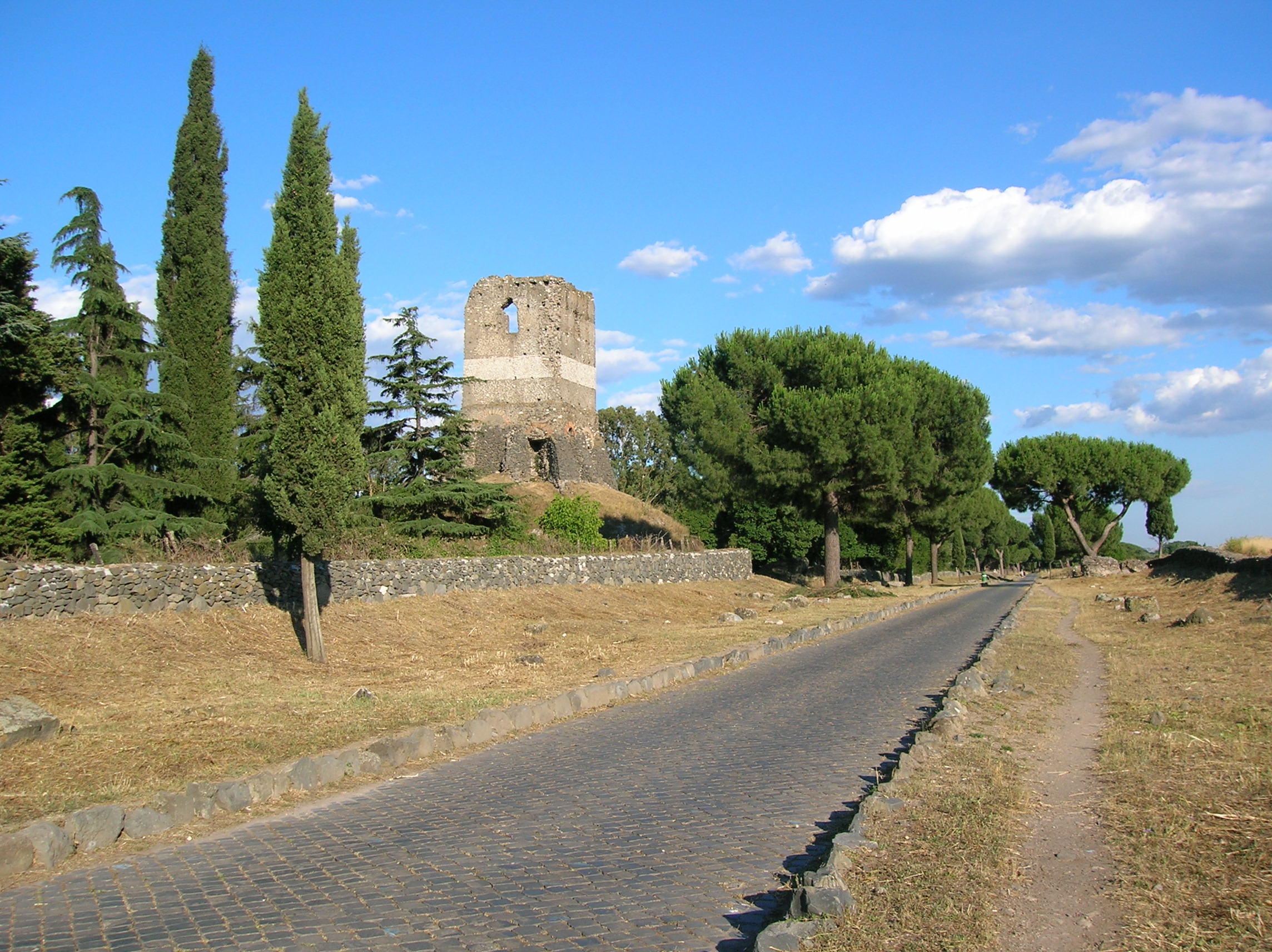
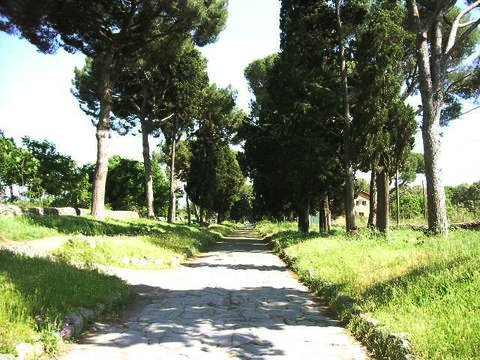
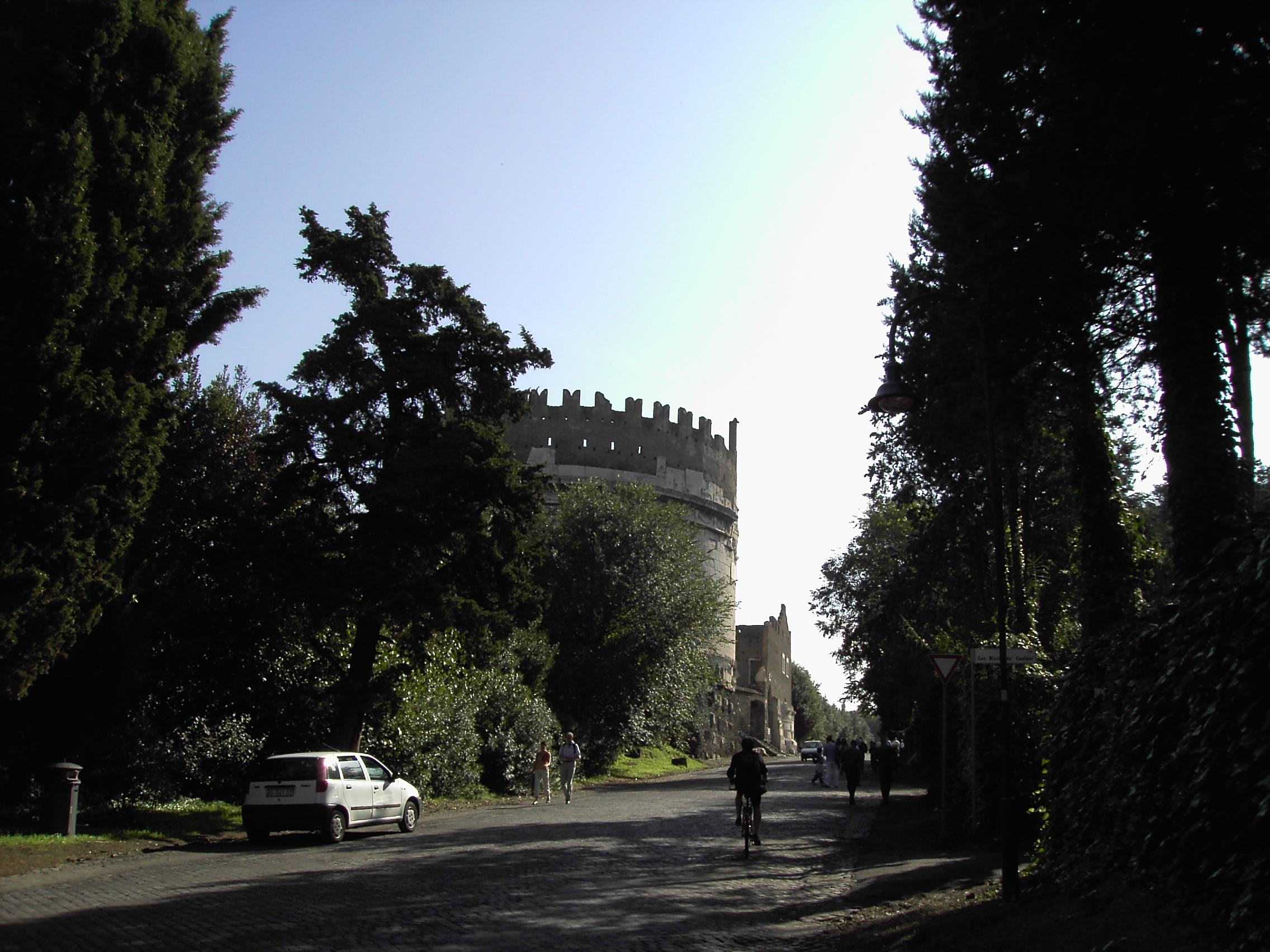
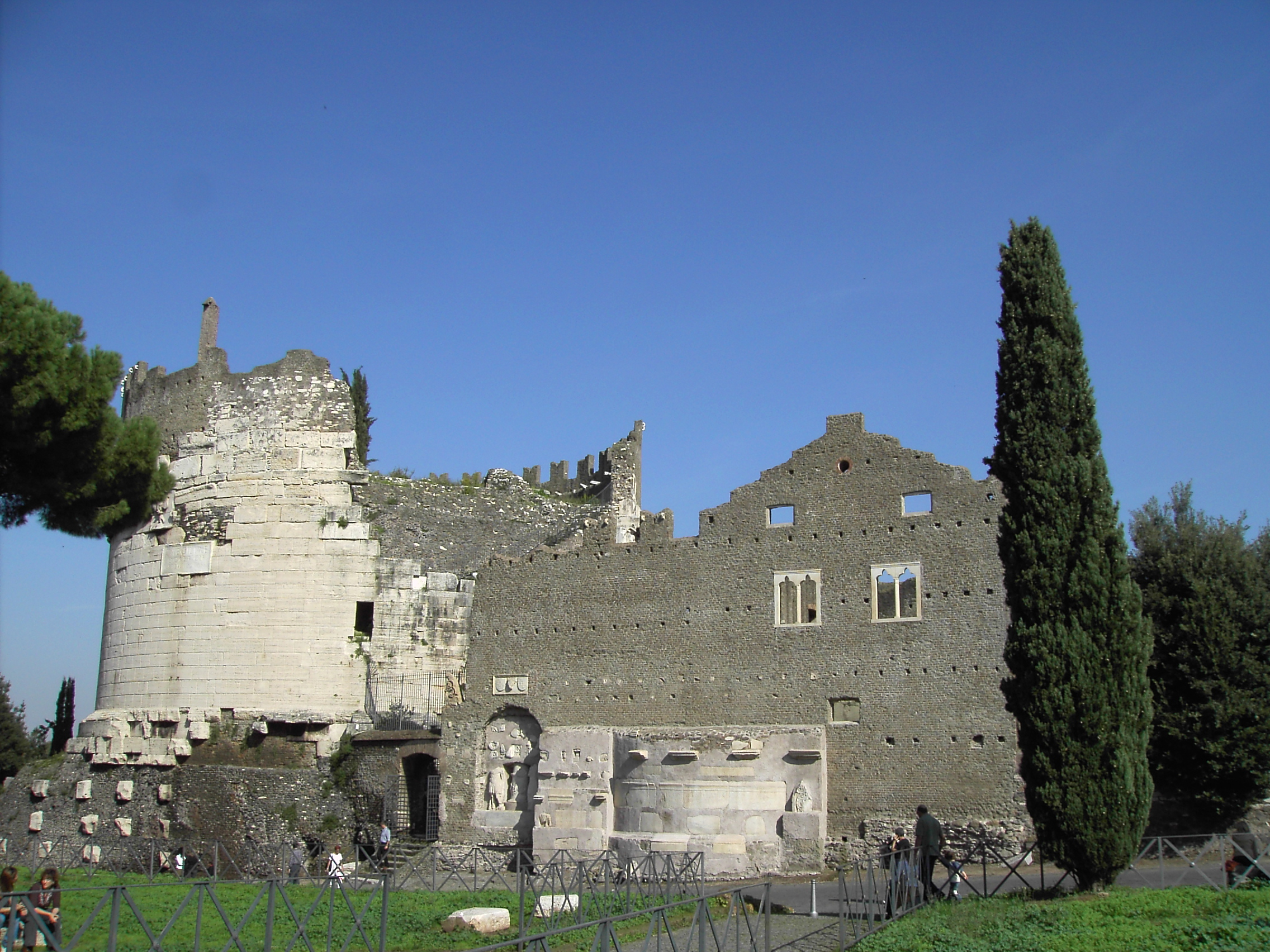
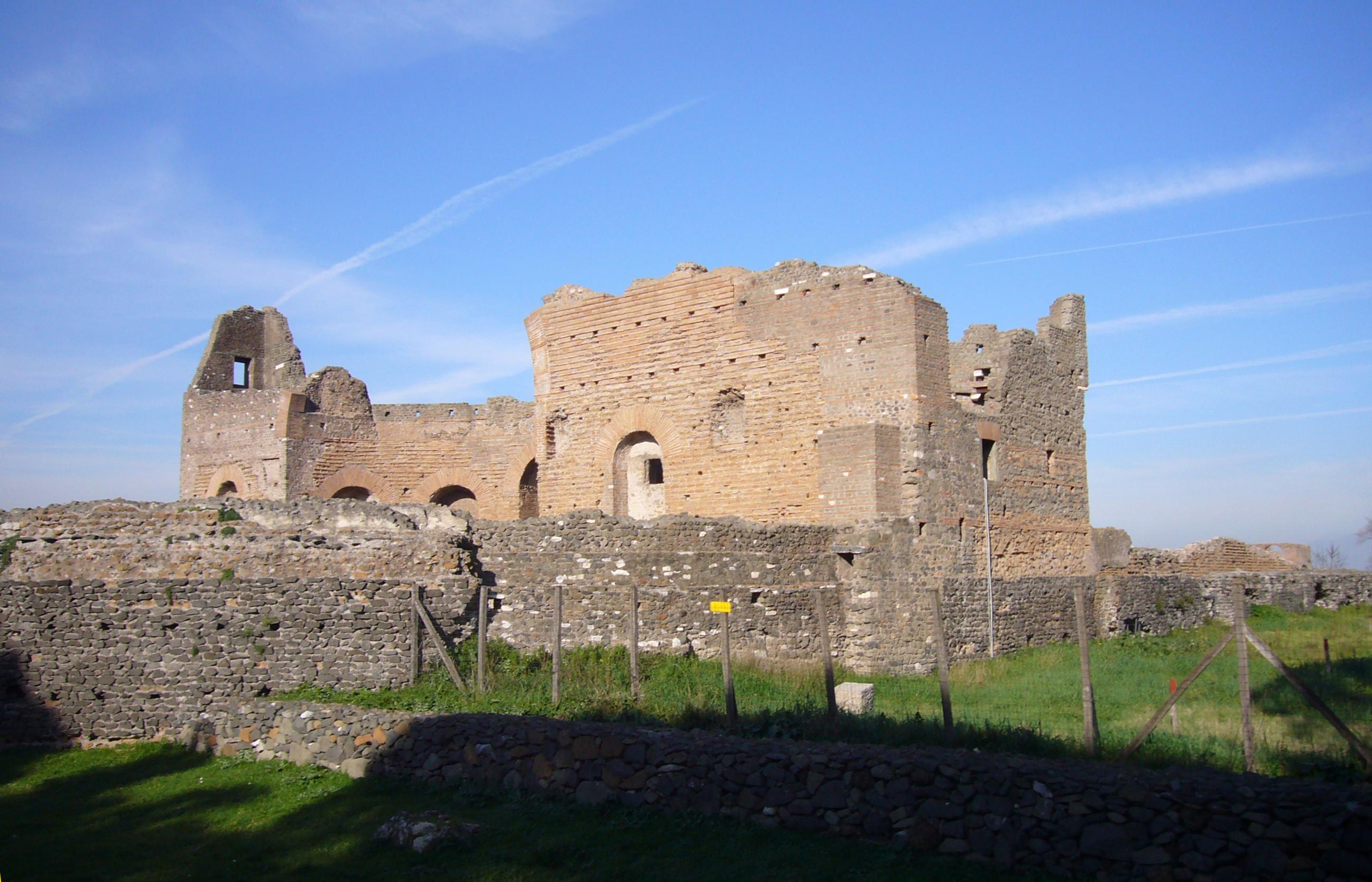
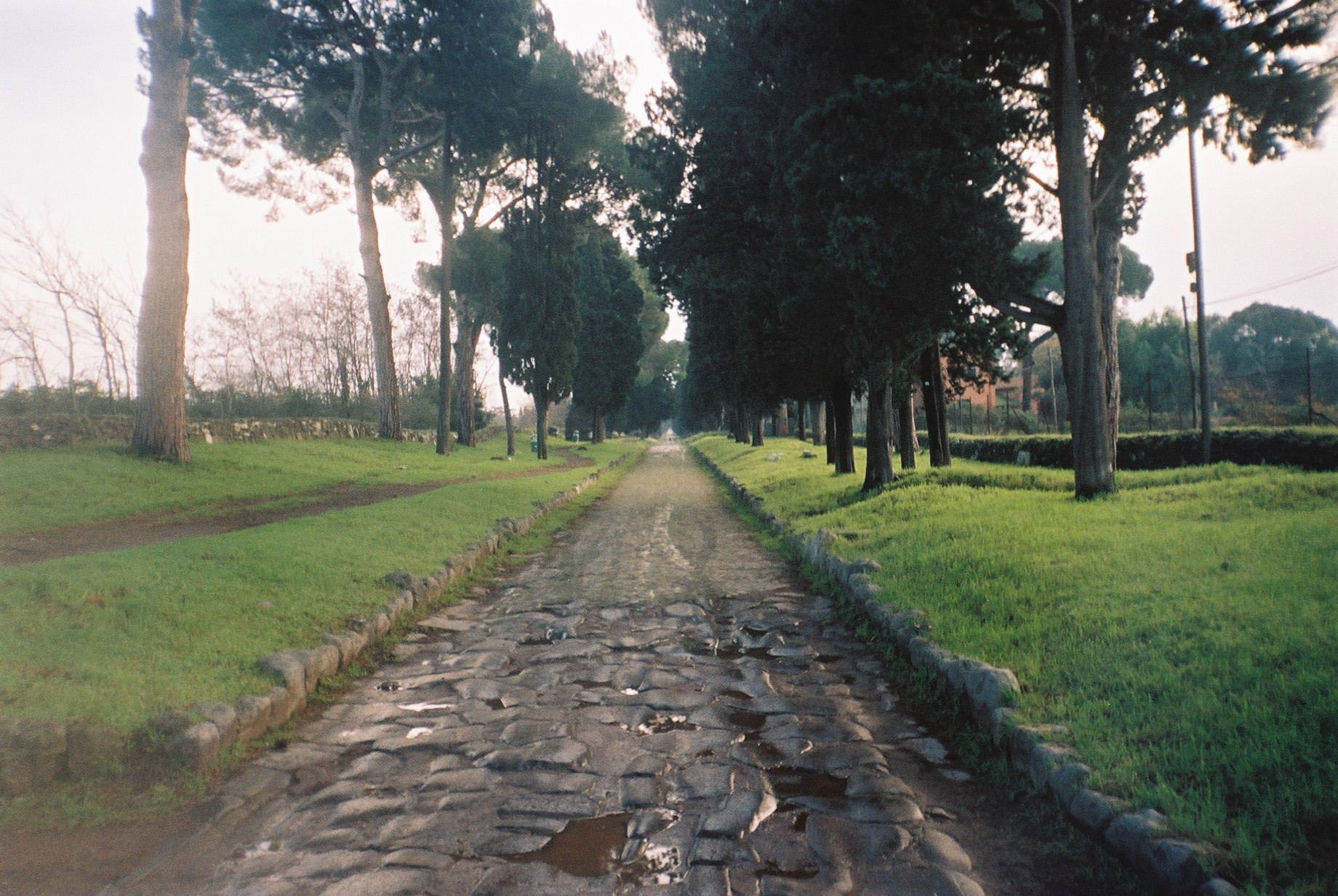
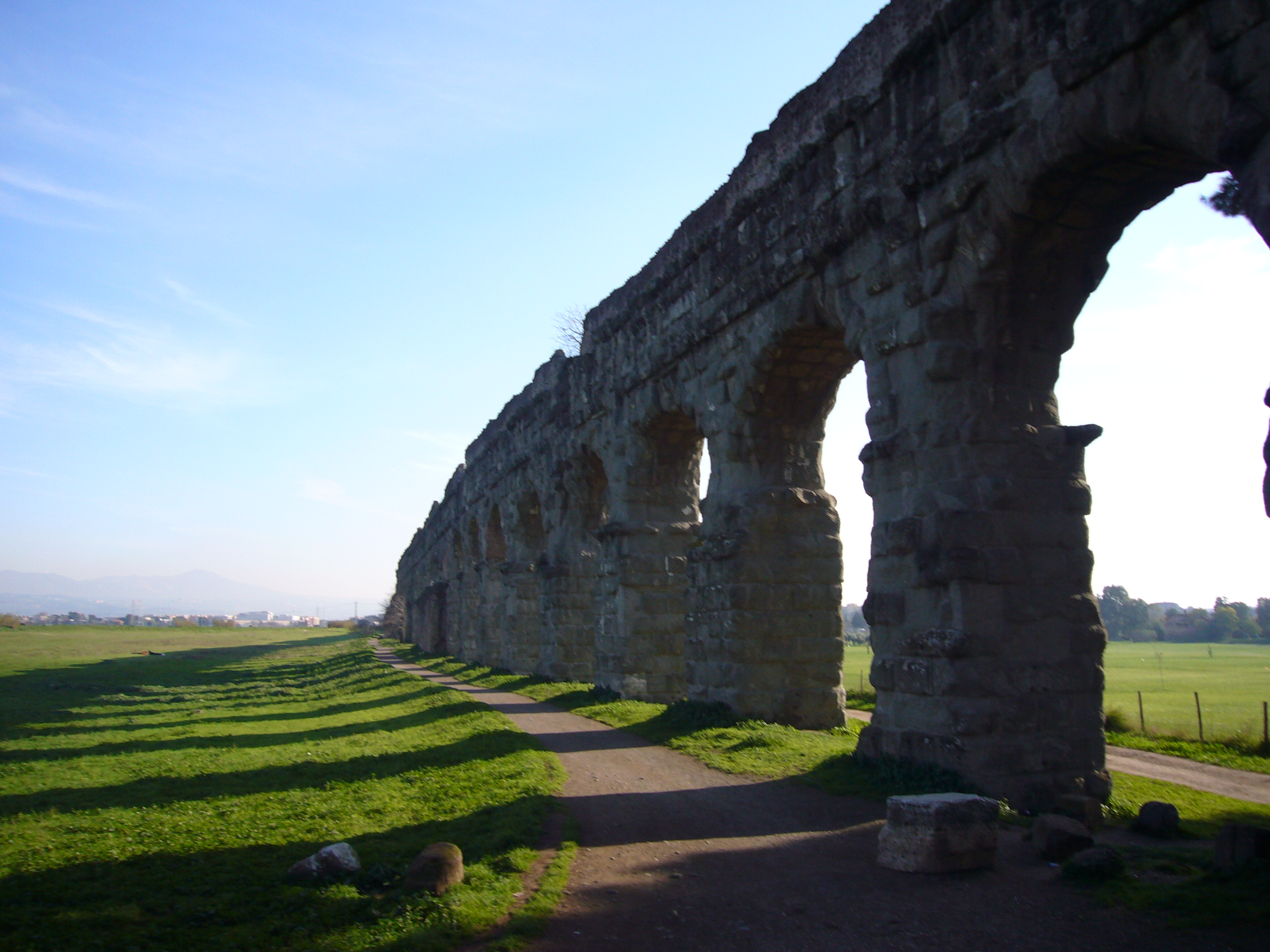
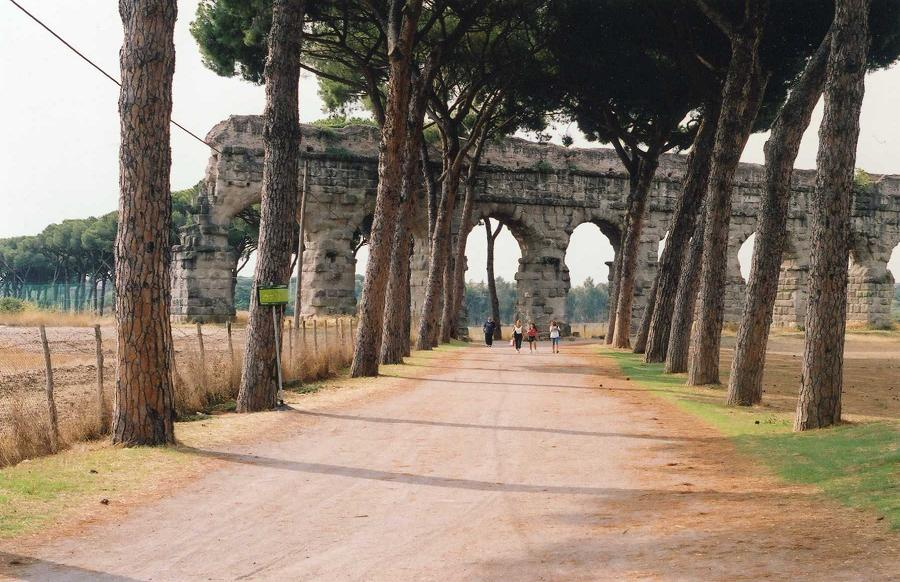
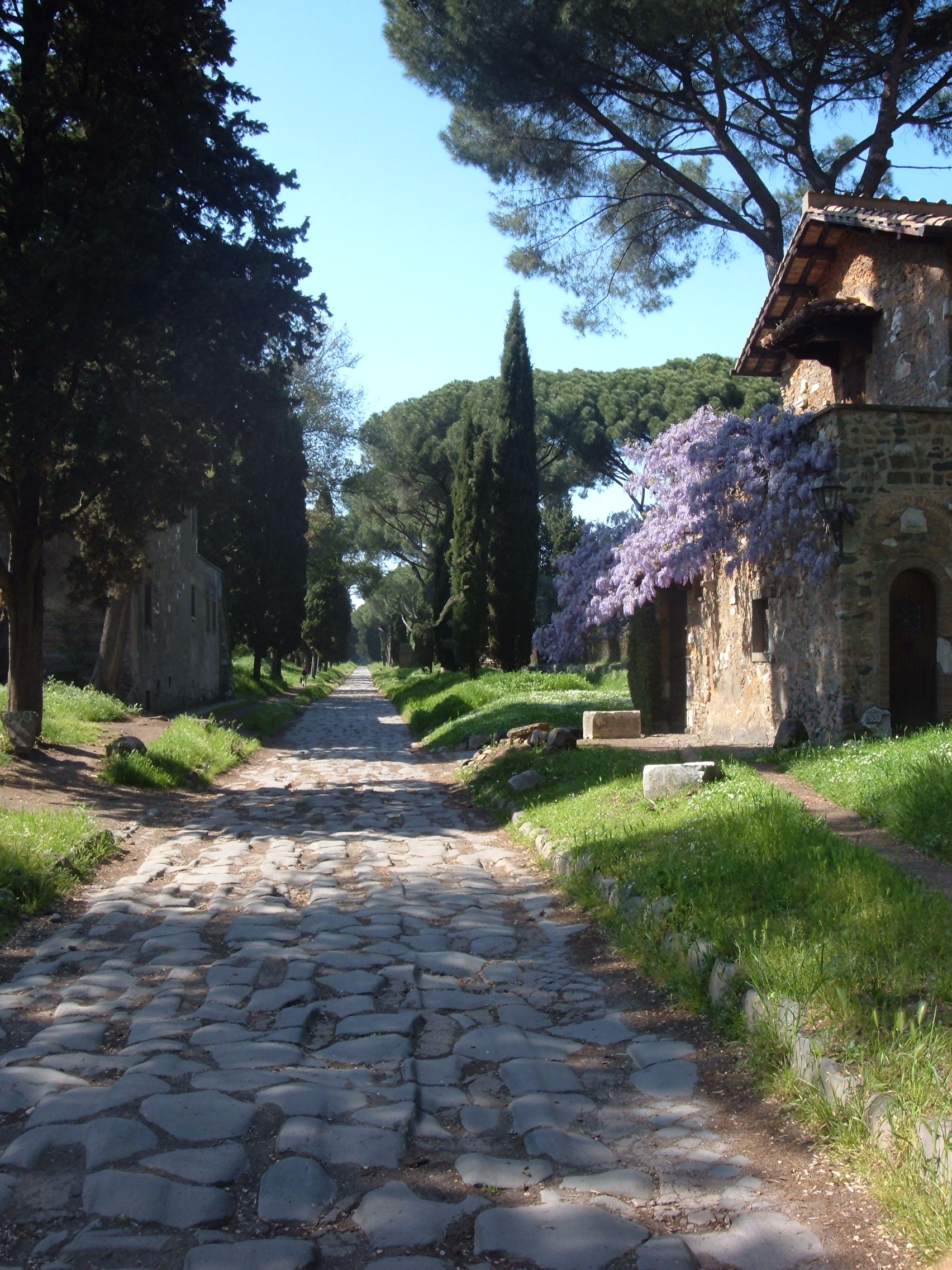
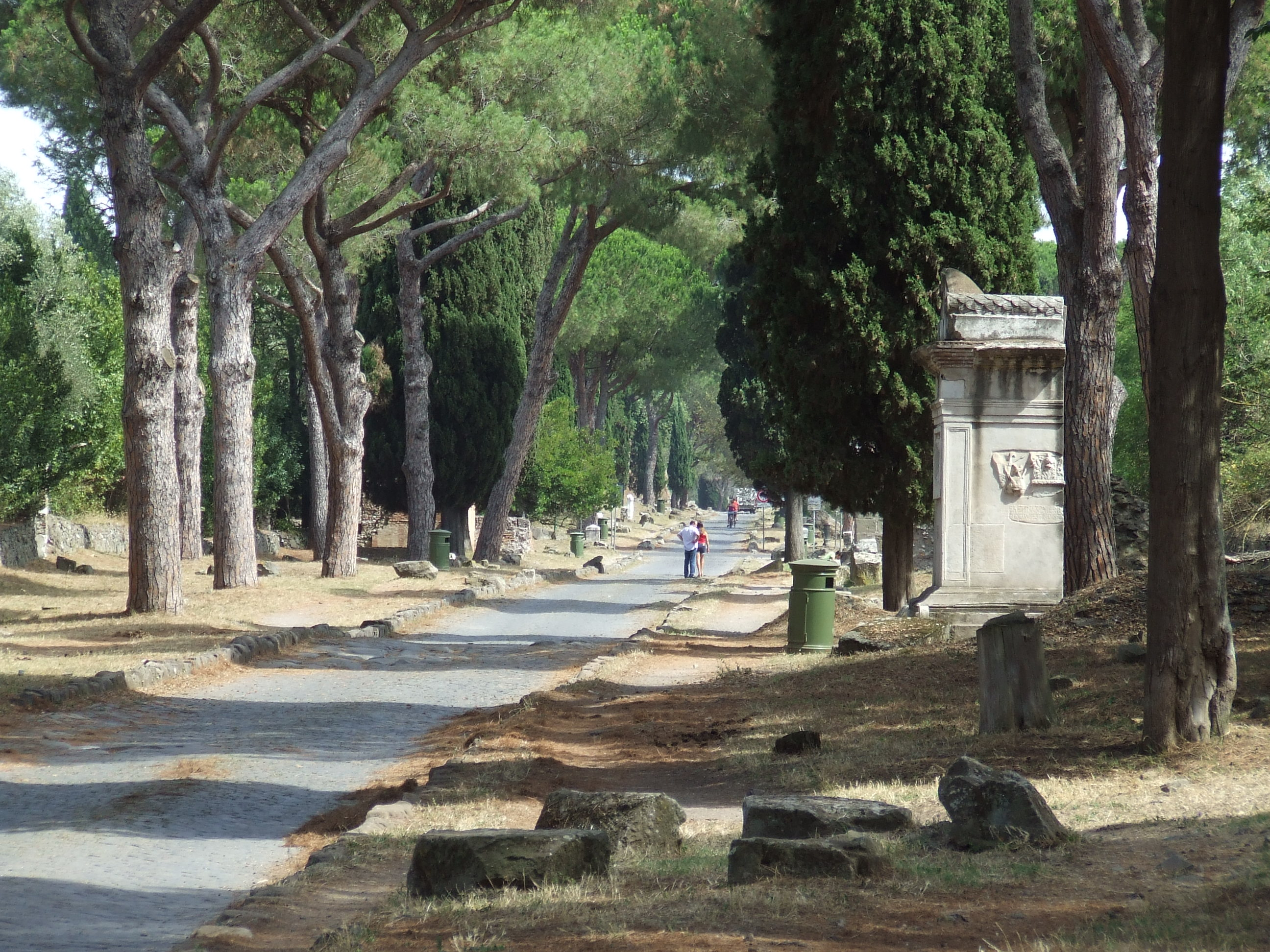